# Ruan (instrumento)
El ruan (chino: 阮; pinyin: ruǎn) es un instrumento tradicional chino de cuerda pulsada. Es un laúd con mástil y trastes, cuerpo circular y cuatro cuerdas. Sus cuatro cuerdas eran antaño de seda pero desde el siglo XX son de acero (entorchado plano para las cuerdas inferiores). El ruan moderno tiene 24 trastes con 12 semitonos en cada cuerda, lo que ha ampliado enormemente su rango desde los 13 trastes anteriores. Los trastes suelen estar hechos de marfil o, en los últimos tiempos, de metal montado sobre madera. Los trastes de metal producen un tono más brillante en comparación con los trastes de marfil. También se le llama Ruanxian, ZhongRuan y en Taiwan, ruanqin.

## Tamaños

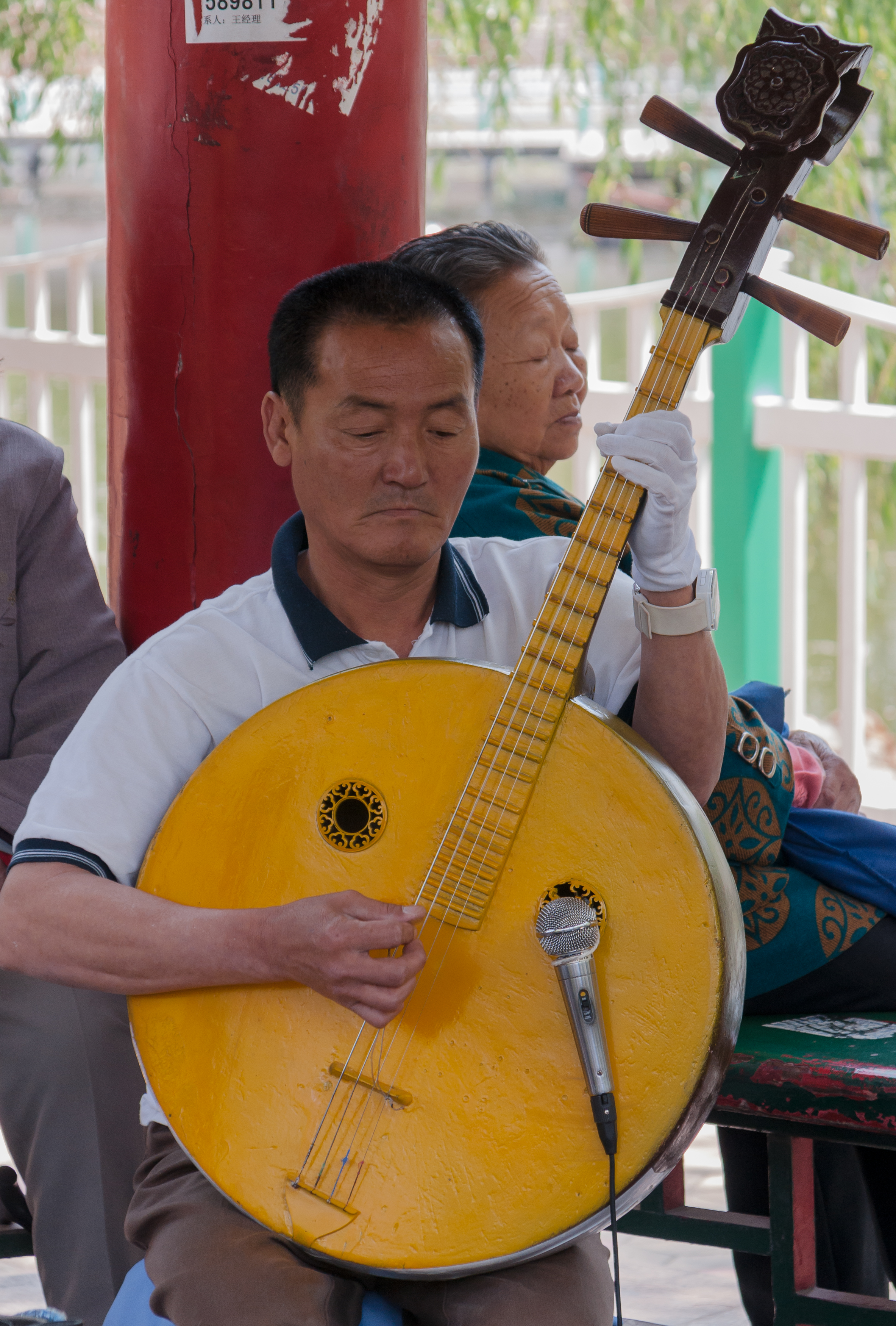
Daruan bajo (大阮) o diyinruan contrabajo (低音阮)

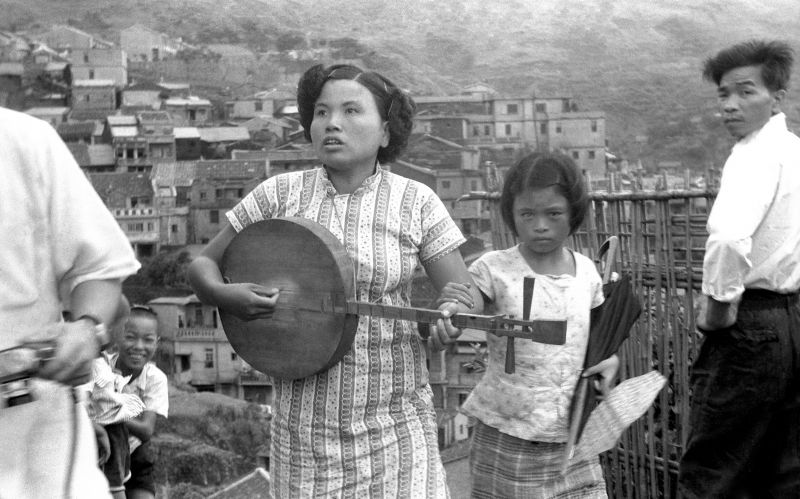
Laúd de cuello largo, que posiblemente podría ser un zhongruan (中阮, literalmente "ruan medio"), excepto que tiene solo dos hileras de cuerdas en lugar de cuatro cuerdas individuales, y no tiene grandes bocas. Otra posibilidad es un yueqin del sur. Este es un instrumento indígena taiwanés (originario del sur de Fujian) llamado yueqin (月琴). Tiene solo dos cuerdas.

El ruan comprende una familia de cinco tallas:
- soprano: gaoyinruan (高音阮, lit. "ruan de tono agudo"; tono: sol3-re4-sol4-re5)
- alto: xiaoruan (小阮, lit. "ruan pequeño"; tono: re3-la3-re4-la4)
- tenor: zhongruan (中阮, lit. "ruan mediano"; tono: sol2-re3-sol3-re4)
- bajo: daruan (大阮, lit. "ruan grande"; tono: re2-la2-re3-la3)
- contrabajo: diyinruan (低音阮, lit. "ruan de tono bajo"; tono: sol1-re2-sol2-re3)

El ruan hoy en día se usa habitualmente en la ópera china y la orquesta china, en la sección de cuerda pulsada (弹拨乐 o cordófono).

## Técnica
El instrumento se puede tocar con púa semejante a la púa de guitarra (antiguamente hecha de cuerno de animal, pero hoy suelen ser de plástico), o con un juego de dos o cinco clavos acrílicos que se fijan en los dedos con cinta adhesiva. Los músicos tradicionales de ruan usan la púa, aunque hay algunas escuelas que enseñan la técnica de uñas, similar a la usada con la pipa. Los músicos de pipa que tocan el ruan como segundo instrumento también suelen usar las uñas. Las púas producen un tono más fuerte y más claro, mientras que las uñas permiten la ejecución de música solista polifónica. El instrumento emite sonidos de tono suave.
En las orquestas chinas, predominan el zhongruan y el daruan para completar los modos de tenor y bajo de la sección de cuerda pulsada. A veces, el gaoyinruan se usa para sustituir al liuqin agudo.
Los solistas de Daruan generalmente usan la afinación re-la-re-la, ya que permite la fácil interpretación de acordes diatónicos. Algunos músicos orquestales afinan do-sol-re-la, que es exactamente lo mismo que afinar un violonchelo. La ventaja de usar do-sol-re-la en orquestas es que el daruan puede duplicar fácilmente la parte del violonchelo.
Un conjunto ruan (重奏) consta de dos o más miembros de la familia ruan, por ejemplo, un conjunto de xiaoruan, zhongruan y daruan. La amplia gama que cubre el ruan, su calidad de tono fácil de mezclar y la variedad de instrumentos de soprano, alto, tenor, bajo y contrabajo hacen que los conjuntos de ruan sean muy buenos para tocar música polifónica.

## Historia

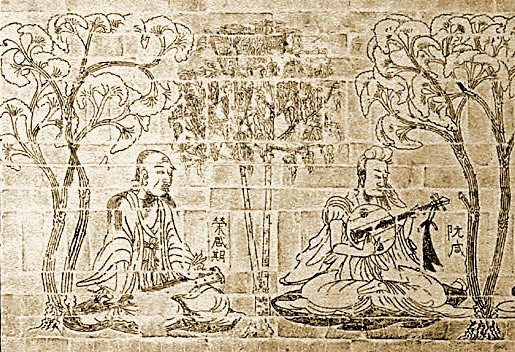
Dibujo de Ruan Xian tocando un Ruan (a la derecha) encontrado en una tumba de la dinastía Jin Oriental o Meridional, cerca de Nanjing, fechado sobre el año 400 AD.

El Ruan puede tener una historia de más de 2000 años. La forma más antigua puede ser la qin pipa (秦琵琶), que luego se convirtió en ruanxian (llamado así por el músico del siglo III, Ruan Xian, 阮咸), abreviado como ruan (阮). En los textos chinos antiguos desde la dinastía Han hasta la dinastía Tang, el término pipa se usaba como un término genérico para varios de cordófonos punteados, incluido el ruan, por lo tanto, no significa necesariamente lo mismo que el uso moderno del pipa que se refiere solo a instrumentos con forma de pera. Según los Anales Pipa (琵琶赋》 de Fu Xuan (傅玄), de la dinastía Jin occidental, el pipa se diseñó después de la revisión de otros instrumentos chinos de cuerda pulsada de la época, como la cítara china, el zheng (筝) y el zhu ( 筑), o el konghou (箜篌), el arpa china. Sin embargo, se cree que el ruan puede proceder de un instrumento llamado xiantao (弦鼗) que fue construido por trabajadores de la Gran Muralla china durante la última dinastía Qin (de ahí el nombre Qin pipa) usando cuerdas estiradas sobre un tambor de cascabel.
El antecedente de ruan en la dinastía Qin (221 a. C. - 206 a. C.), es decir, el pipa Qin, tenía un cuello largo y recto con una caja de resonancia redonda en contraste con la forma de pera de los pipa de dinastías posteriores. El nombre de "pipa" está asociado con "tantiao" (彈挑), una técnica de la mano derecha para tocar un instrumento de cuerda pulsada. "Pi" (琵), que significa  "tan" (彈), es el movimiento hacia abajo de tocar la cuerda. "Pa" (琶), que significa "tiao" (挑), es el movimiento ascendente de tocar la cuerda.
El nombre actual de pipa Qin, que es "ruan", no se le dio hasta la dinastía Tang (siglo VIII). Durante el reinado de la emperatriz Wu Zetian (武則天) (alrededor de 684-704 dC), un instrumento de cobre que se parecía a la pipa Qin fue descubierto en una antigua tumba de Sichuan (四川). Tenía 13 trastes y una caja de resonancia redonda. Se creía que era el instrumento que al músico del Jin Oriental (東晉), Ruan Xian (阮咸), gustaba tocar.[7] Ruan Xian fue un erudito en el período de la dinastía Jin de los Tres Reinos Orientales (三國東晉) (siglo III). Él y a otros seis eruditos les disgustaba la corrupción del gobierno, por lo que se encontraron en un bosque de bambú en Shanyang (山陽, ahora en la provincia de Henan [河南]). Bebieron, escribieron poemas, tocaron música y disfrutaron de la vida sencilla. El grupo fue conocido como los Siete Sabios del Bosque de Bambú (竹林七賢). Dado que Ruan Xian era experto y famoso en tocar un instrumentos parecido al pipa Qin, dicho instrumento fue llamado como él, ruanxian (阮咸), cuando se encontró un pipa Qin de cobre en una tumba durante la dinastía Tang, nombre que terminó acortándose a solo ruan (阮).
También durante la dinastía Tang, se llevó un ruanxian a Japón desde China. Todavía este ruanxian se puede ver en Shosoin, del Museo Nacional Nara de Japón. El ruanxian estaba hecho de sándalo rojo y decorado con incrustaciones de nácar. Se puede apreciar que el aspecto del ruan actual difiere poco del aquel del siglo VIII.
Aunque el ruan nunca fue tan popular como el pipa, ha dado lugar en los últimos siglos a instrumentos más pequeños y más conocidos, como el yueqin (laúd "luna", 月琴) y el qinqin (laúd Qin, 秦琴). El yueqin de cuello corto, sin boca, es usado hoy principalmente como acompañamiento en la ópera de Pekín. El qinqin de cuello o mástil largo es parte de los s cantonés (廣東) y chaozhou (潮州).
El famoso poeta Tang Bai Juyi (白居易), (dinastía Tang, 772- 846), escribió un poema sobre el ruan, titulado "Tomando un trago y escuchando al ruanxian con el viceministro de Linghu" 《和令狐仆射小饮听阮咸》 (He Linghu Puye Xiao Yin Ting Ruanxian):
掩抑复凄清，非琴不是筝。
Tristeza y melancolía junto a miseria y desolación;
No es qin, y tampoco es zheng.
还弹乐府曲，别占阮家名。
Todavía muestra canciones yuefu,
Y también lleva el apellido Ruan.
古调何人识，初闻满座惊。
De antiguas melodías, ¿quién las conoce hoy?
[Sin embargo] cuando la escuchan por primera vez, todos quedan asombrados.
落盘珠历历，摇佩玉琤琤。
Las perlas caen en un plato, una por una;
Colgantes tintineantes de jade.
似劝杯中物，如含林下情。
Como para instar [a los oyentes a vaciar] el contenido de sus copas de vino,
O albergar emociones [como las puede sentir mientras yace] dentro de un bosque [de ciruelos en flor].
时移音律改，岂是昔时声。
Según cambian los tiempos, así también la música;
¿Puede ser el sonido de otros tiempos?

## Elruany elpipa

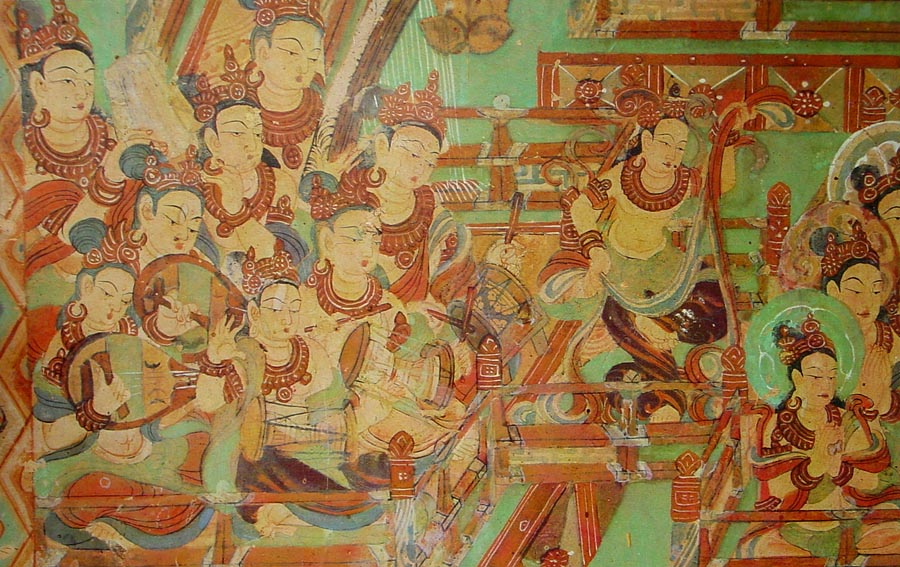
Esto es parte del fresco Dunhuang. Se distinguen dos músicos de pipa en la esquina izquierda.

Se encontraron dibujos de pequeñas pipas en murales de tumbas de la provincia de Liaoning (遼寧), en el noreste de China. La fecha de estas tumbas es de finales del período Han Oriental (東漢) o Wei (魏) (220-265 d. C.). Sin embargo, la pipa en forma de pera no fue traída a China desde Dunhuang (敦煌, ahora en el noroeste de China) hasta el período Wei del Norte (386-524 dC), cuando la antigua China comerciaba con los países occidentales por medio de la Ruta de la Seda (絲綢之路). Los frescos de las cuevas de Dunhuang contienen una gran cantidad de pipas, y datan del siglo IV al V. 
Durante el período Han (206 a. C.-220 d. C.), Lady Wang Zhaojun (王昭君, conocida como una de las Cuatro Bellezas [四大美人] en la antigua China) partió del continente hacia el oeste y se casó con el Gran Khan de los hunos. El acuerdo matrimonial permitiría mantener la paz entre los dos países. La mujer, en su camino hacia el oeste, llevaba una pipa en el caballo. Su pipa debió haber sido un instrumento de tipo ruan con una caja de resonancia redonda, ya que el pipa en forma de pera no llegó a China hasta la dinastía Wei del Norte, siglo IV, después de la dinastía Han. Sin embargo, en casi todos sus retratos, la pipa de Lady Zhaojun se muestra de manera incorrecta, con una caja de resonancia en forma de pera (como en la actual pipa), en vez de una caja de resonancia redonda.
Tenga en cuenta que los trastes de todos los laúdes chinos son altos, de modo que los dedos nunca tocan el cuerpo del instrumento, lo que les diferencia claramente de los instrumentos occidentales con trastes. Esto permite un mayor control sobre el timbre y la entonación que sus homólogos occidentales, pero dificulta la interpretación de acordes.

## Laruan (ruan curvado)

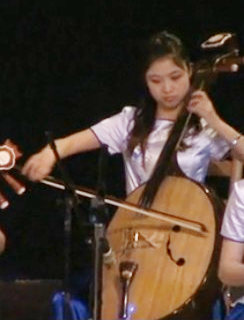
Ruan tipo "violonchelo"

Además de los instrumentos ruan punteados mencionados anteriormente, también existe una familia de instrumentos de cuerda curvados llamados lāruǎn y dalaruan (literalmente "ruan con arco" y "ruan con arco grande"). Ambos son instrumentos de bajo registro diseñados como alternativas al gehu y diyingehu en grandes orquestas de instrumentos tradicionales chinos. Estos instrumentos corresponden al rango de violonchelo y contrabajo. Las orquestas chinas que actualmente utilizan el laruan y el dalaruan incluyen la Orquesta Nacional Tradicional de China y la Orquesta Nacional de Radiodifusión Central, esta última anteriormente dirigida por el difunto maestro Peng Xiuwen (彭修文).

## Repertorio
Una obra muy conocida en el repertorio Zhongruan es el Zhongruan Concierto "Memorias de Yunnan" (云南回忆) de Liu Xing (刘星), de 1962. Fue el primer concierto para zhongruan y orquesta china. Este trabajo finalmente estableció el zhongruan como instrumento solista en la orquesta china.
Algunas obras para el Ruan:
- 《汉琵琶情》 Amor del Han Pipa, Concierto de Zhongruan
- 《玉关引》 Narración de Yuguan, Ruan Quartet (Música)
- 《泼水节》La Fiesta del Agua, Ruan Tecerto
- 《睡莲》 Nenúfares, Zhongruan Solo

Algunas de las composiciones de Liu Xing para Ruan:
- 《云南回忆》 Reminiscencias de Yunnan, concierto de Zhongruan
- 《第二中阮协奏曲》Segundo Concierto de Zhongruan

Algunas de las composiciones de Ning Yong para Ruan:
- 《拍鼓翔龙》 Flying Dragons en Drum Beats, Zhongruan Solo
- 《丝路驼铃》 Campanas de camello en la ruta de la seda, Zhongruan/Daruan Solo
- 《篮关雪》 Nieve en Lan Guan, Zhongruan Solo

## Compositores e intérpretes destacados
- Cui Jun Miao (崔军淼)
- Ding Xiaoyan (丁晓燕)
- Fei Jian Rong (费剑蓉)
- Feng Mantian (冯满天)
- Lin Jiliang (林吉良)
- Liu Bo (刘波)
- Liu Xing (刘星)
- Miao Xiaoyun (苗晓芸)
- Ning Yong (宁勇)
- Ruan Shi Chun (阮仕春)
- Shen Fei (沈非)
- Su Handa (苏涵达)
- Tan Su-Min, Clara (陈素敏)
- Wang Zhong Bing (王仲丙)
- Wei Wei (魏蔚)
- Wei Yuru (魏育茹)
- Wu Qiang (吴强)
- Xu Yang (徐阳)
- Zhang Rong Hui (张蓉晖)